# Sail Away Sweet Sister
Sail Away Sweet Sister, soms ook wel geschreven met de subtitel To the Sister I Never Had, is een nummer van de Britse rockband Queen. Het nummer is de achtste track op het album The Game, wat in 1980 verscheen. Het nummer is geschreven door gitarist Brian May. Het nummer is nooit op single verschenen. De vocalen in het nummer zijn ingezongen door May, terwijl leadzanger Freddie Mercury de bridge voor zijn rekening neemt.
Guns N' Roses coverde het nummer live tussen 1991 en 1993, in combinatie met het nummer Bad Time van Grand Funk Railroad.